# Serguei Navolokin
Serguei Anatólievitx Navolokin (en rus: Сергей Анатольевич Наволокин) (Alma-Atà, 9 d'abril de 1958) va ser un ciclista soviètic. Va guanyar el Campionats del Món en contrarellotge per equips de 1983.

## Palmarès
- 1983
  -  Campió del món en contrarellotge per equips (amb Iuri Kaixirin, Oleksandr Zinòviev i Oleh Txujda)
  - Vencedor d'una etapa a la Volta a la Baixa Saxònia
- 1984
  -  Campió de l'URSS en contrarellotge per equips
  - Vencedor d'una etapa a la Volta a la Baixa Saxònia